# San Bruno (Califórnia)
San Bruno é uma cidade localizada no estado americano da Califórnia, no condado de San Mateo, (São Mateus). Foi incorporada em 1914. A cidade fica entre South San Francisco e Millbrae, adjacente ao Aeroporto Internacional de São Francisco e ao Golden Gate National Cemetery, e fica a aproximadamente 19 km ao sul do centro de São Francisco. Possui quase 44 mil habitantes, de acordo com o censo nacional de 2020.
A empresa YouTube tem sede nesta cidade.

## Geografia
De acordo com o Departamento do Censo dos Estados Unidos, a cidade tem uma área de 14,2 km², dos quais todos os 14,2 km² estão cobertos por terra.

### Localidades na vizinhança
O diagrama seguinte representa as localidades num raio de 8 km ao redor de San Bruno.

## Demografia
Desde 1920, o crescimento populacional médio, a cada dez anos, é de 48,1%.

### Censo 2020
De acordo com o censo nacional de 2020, a sua população é de 43 908 habitantes e sua densidade populacional de 3 088,8 hab/km². Seu crescimento populacional na última década foi de 6,8%, próximo do crescimento estadual de 6,1%. É a quinta cidade mais populosa e também a quinta mais densamente povoada do condado de San Mateo.
Possui 16 622 residências que resulta em uma densidade de 1 169,3 residências/km² e um aumento de 8,2% em relação ao censo anterior. Deste total, 4,1% das unidades habitacionais estão desocupadas. A média de ocupação é de 2,8 pessoas por residência.
A renda familiar média é de 109 387 dólares e a taxa de emprego é de 68,5%.

### Censo 2010
Segundo o censo nacional de 2010, a sua população era de 41 114 habitantes e sua densidade populacional de 2 896,75 hab/km². Possuía 15 356 residências que resultava em uma densidade de 1 081,93 residências/km².

## Marcos históricos
O Registro Nacional de Lugares Históricos lista dois marcos históricos em San Bruno. O primeiro marco foi designado em 23 de maio de 1968 e o mais recente em 8 de março de 2016, o Golden Gate National Cemetery.